# الإله (أسماء الله الحسنى)
الإله ، ومعناه: المعبود، أو المستحق للألوهية والعبادة، ذكره البيهقي في الأسماء والصفات، والحاكم ، و ابن تيمية ، وابن كثير ، وابن حجر ، وابن منده ، وابن حزم ، وابن الوزير ، وابن عثيمين .

## ذكره في الإسلام

### في القرآن الكريم
فقد ورد في القرآن الكريم في مواضع كثيرة ، فقال تعالى:﴿وَإِلَهُكُمْ إِلَهٌ وَاحِدٌ لَا إِلَهَ إِلَّا هُوَ الرَّحْمَنُ الرَّحِيمُ ۝١٦٣﴾ سورة البقرة:163 ، وقال :﴿لَقَدْ كَفَرَ الَّذِينَ قَالُوا إِنَّ اللَّهَ ثَالِثُ ثَلَاثَةٍ وَمَا مِنْ إِلَهٍ إِلَّا إِلَهٌ وَاحِدٌ وَإِنْ لَمْ يَنْتَهُوا عَمَّا يَقُولُونَ لَيَمَسَّنَّ الَّذِينَ كَفَرُوا مِنْهُمْ عَذَابٌ أَلِيمٌ ۝٧٣﴾ سورة المائدة:73

### في السنة النبوية
ورد في العديد من الأحاديث منها : «اللَّهُمَّ لَكَ أَسْلَمْتُ، وَبِكَ آمَنْتُ، وَعَلَيْكَ تَوَكَّلْتُ، وَإِلَيْكَ أَنَبْتُ، وَبِكَ خَاصَمْتُ، وَإِلَيْكَ حَاكَمْتُ، فَاغْفِرْ لِي مَا قَدَّمْتُ وَمَا أَخَّرْتُ، وَمَا أَسْرَرْتُ وَمَا أَعْلَنْتُ، أَنْتَ الْمُقَدِّمُ، وَأَنْتَ الْمُؤَخِّرُ، لَا إِلَهَ إِلَّا أَنْتَ»

### الشهادة

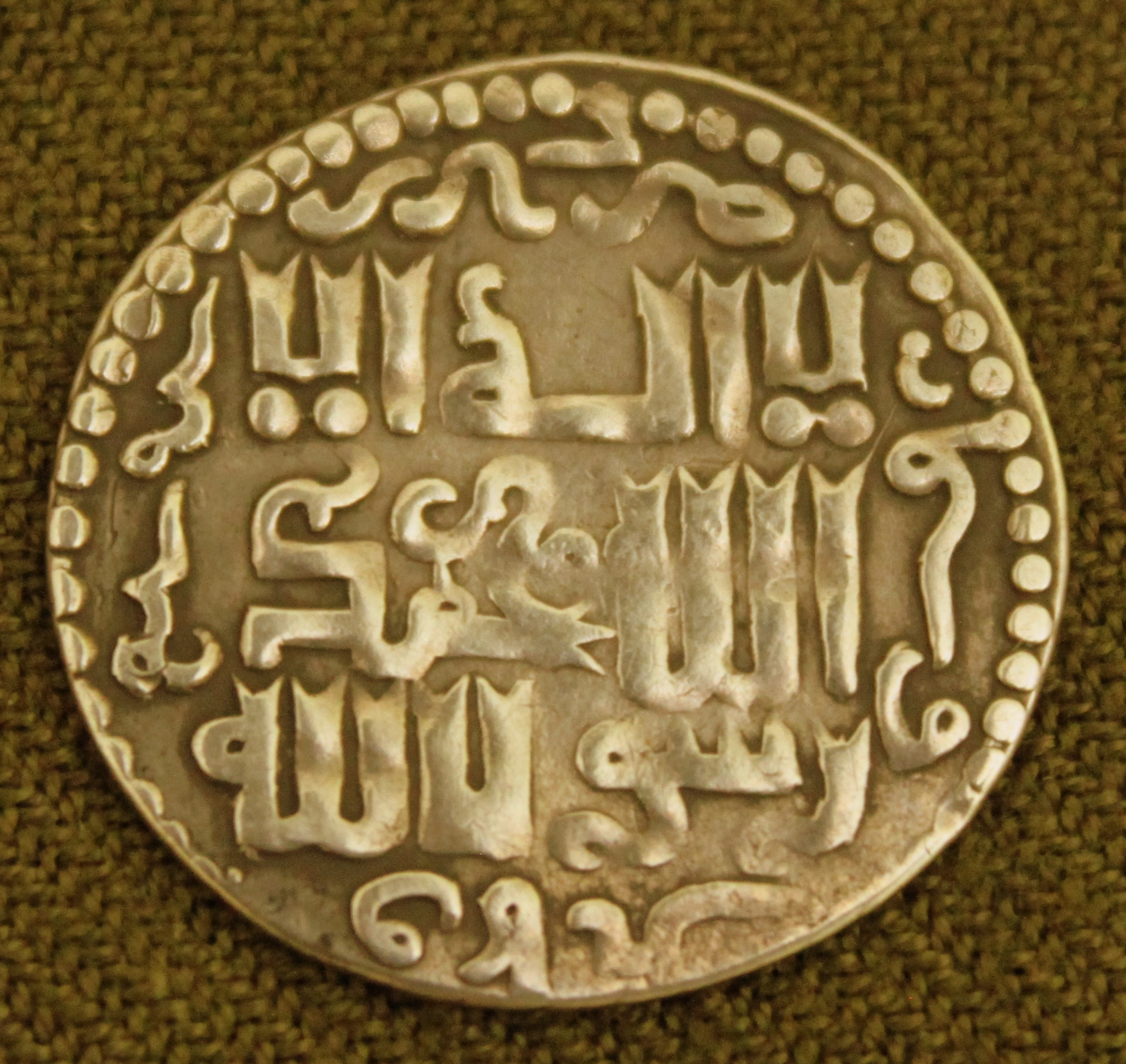
«لا إله إلا الله محمد رسول الله» على عملة ضربت في الإيلخانية

أول أركان الإسلام أن يشهد الشخص أنه الله هو الإله وحده فيقول أشهد أن لا إله إلا الله وأن محمد رسول الله ، ويدخل الإسلام بمجرد شهادته بهذا الشهادة موقنا بمعناها .

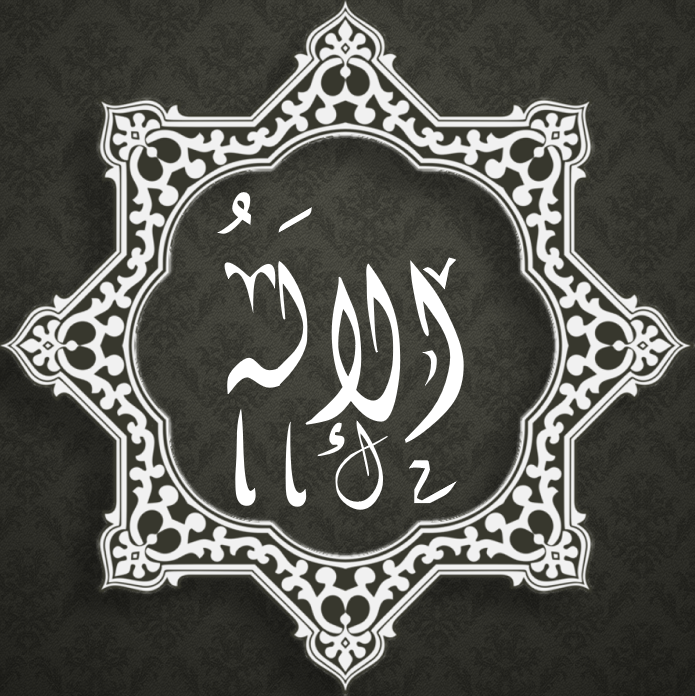
اسم الله الإله بخط مزخرف

## الأقوال في معناه
- قال السعدي :«والإله هو الجامع لجميع صفات الكمال ونعوت الجلال، فقد دخل في هذا الاسم جميع الأسماء الحسنى، ولهذا كان القول الصحيح إن الله أصله الإله وأن اسم الله هو الجامع لجميع الأسماء الحسنى والصفات العلى[4]»

### الاختلاف في اشتقاق لفظ الجلالة الله منه
قال ابن القيم وغيره إن لفظ الجلالة الله أصل اشتقاقه الإله فحذفت الهمزة تخفيفا  ، وذهب الخليل الفراهيدي وسيبويه وجماعة من أئمة اللغة والشافعي والخطابي إلى عدم اشتقاقه لأن الألف واللام فيه لازمة فتقول يا الله ولا تقول يا الرحمن ، وقال محمد خليل هراس :«واسم الجلالة؛ قيل: إنه اسم جامدٌ غير مشتقٍّ؛ لأن الاشتقاق يستلزم مادة يُشْتَقُّ منها، واسمه تعالى قديم، والقديم لا مادَّة له، فهو كسائر الأعلام المَحْضَة، التي لا تتضمَّن صفاتٍ تقوم بمسمَّياتِها والصحيح أنه مشتقٌّ واختُلِفَ في مبدأ اشتقاقه، فقيل: من أَلَهَ يَأْلَهُ أُلوهَةً وإِلهَةً وأُلوهِيةً؛ بمعنى: عبدَ عِبَادةً ، وقيل: من أَلِهَ - بكسر اللام - يَأْلَهُ - بفتحها - أَلَهًا؛ إذا تحيَّر والصحيح الأوَّل، فهو إلهٌ؛ بمعنى مأْلوهٍ؛ أي: معبود وعلى القول بالاشتقاق يكون وصفًا في الأصل، ولكن غَلَبَتْ عليه العَلَمِيَّة، فتجري عليه بقية الأسماء أخبارًا وأوصافًا؛ يقال: الله رحمنٌ رحيمٌ سميعٌ عليمٌ؛ كما يقال: الله الرَّحمن الرَّحيم»

## الفرق بين الرب والإله
- الرب: هو المربي المالك المتصرف .
- والإله: هو المألوه المعبود بالمحبة والخوف والرجاء .[8]

## توحيد الألوهية
الإيمان بأن الله هو الإله وحده من أركان التوحيد في الإسلام ، حيث أنه أول أركان الإسلام الشهادة بأن لا إله إلا الله ، ويعتقد المسلمون أن الإيمان بالله يشمل الإيمان: بربوبيَّته، وألوهيَّته، وأسمائه وصفاته.

وتوحيد الألوهيَّة: أي توحيده بأفعال العباد، كالدعاء والخوف والرَّجاء والتوكل والاستعانة والاستعاذة والاستغاثة والذَّبح والنَّذر، وغيرها من أنواع العبادة التي يجب إفراده بها، فلا يُصرف منها شيء لغيره، ولو كان ملكا مقربا أو نبيا مرسَلاً، فضلاً عمَّن سواهما.